# Paphia neocaledonica
Paphia neocaledonica är en ljungväxtart som först beskrevs av André Guillaumin, och fick sitt nu gällande namn av P.F.Stevens. Paphia neocaledonica ingår i släktet Paphia och familjen ljungväxter. Inga underarter finns listade i Catalogue of Life.